# Pascal Havet
Pour les articles homonymes, voir Havet.
Pascal Havet, né le 21 juin 1964 à Louviers (Eure) et mort le 29 avril 2025 à Bordeaux, est un joueur de football français au poste de défenseur, avant de devenir entraîneur.

## Biographie

### Carrière de joueur
Pascal Havet est formé au club du Paris Saint-Germain. Il joue ensuite en faveur du Red Star et de l'Olympique lyonnais.
Il évolue ensuite pendant sept saisons avec le FC Rouen. Il termine sa carrière à Angoulême.
Il dispute un total de neuf matchs en Division 1, et 238 matchs en Division 2, pour trois buts. Il joue également une rencontre en Coupe de l'UFEA.

### Carrière d'entraîneur
Sireuil (16) Ruelle (16) CS Leroy Angoulême (16)